# Hookeria disticha
Hookeria disticha là một loài Rêu trong họ Hookeriaceae. Loài này được (Ångström) Paris mô tả khoa học đầu tiên năm 1896.